# Vérités assassines

Vérités assassines  est un téléfilm français en deux parties, réalisé en 2007 par Arnaud Sélignac, diffusé en 2008.

## Synopsis
Véra Cabral, médecin psychiatre urgentiste, est appelée pour venir en aide à Giselle Leguerche, incarcérée pour meurtre. Cette détenue, sur le point d'être libérée et jusqu'ici sans histoire dans le milieu carcéral, commet l'irréparable en assassinant une surveillante de prison et en prenant en otage un nourrisson. Après avoir dénouée la situation, Véra Cabral se voit confier l'expertise psychiatrique de la détenue. Commence alors une enquête sur le passé de Giselle Leguerche qui conduit la psychiatre sur des chemins inattendus liés au passé de la détenue. 

## Fiche technique
- Réalisation : Arnaud Sélignac
- Scénario : Virginie Brac, d'après son livre Double Peine
- Musique : Fabrice Aboulker
- Dates de diffusion :
  - Le 18 septembre 2007 sur TSR
  - Le 12 mars 2008 et 19 mars 2008 sur France 2
  - Rediffusions sur 13e Rue de 2011 à 2014 et sur Chérie 25 de 2016 à 2018

## Distribution
- Zabou Breitman : Véra Cabral
- Maher Kamoun : Hakim Salem
- Philippe Lefebvre : Hugo Markovitch
- Michèle Bernier : Giselle Leguerche
- Bulle Ogier : Mme Markovitch
- Arièle Semenoff : Mme Cabral
- Nicolas Silberg : M. Leguerche
- Stefan Guérin-Tillié : Antoine
- Laurent Spielvogel : Victor
- Magaly Godenaire : Rosemarie Cabral
- Isabelle Tanakil
- Nicolas Briançon : Fabrice
- Sophie Guillemin : Solange
- Laure Duthilleul
- Nathalie Corré : Sheila et son chien Pompon
- Christian Marin
- Jean-Luc Porraz
- Marcel Dossogne
- Yan Brian
- Gérard Dessalles
- Marie Berto
- Lilou Fogli : Cécile, la maîtresse d'Hugo
- Daniel Fernandez
- Raphaël Fernandez
- Geoffroy Thiébaut
- Alexandra Bienvenu
- Blanche Raynal
- Pascal Aubert
- Bruno Ticci
- Sofian Pourquery de Boisserin : Sofian, fils de Gisèle